# Łącza (dopływ Zimnego Potoku)
Łącza (Złota Łącza, Złoty Potok, niem. Lunze, Goldene Lunze Mühlgraben) – kanał wodny o długości ok. 7 km, mający swe źródła w Zielonej Górze i przepływający przez miasto na północny zachód. 

## Zlewnia
Strumień miał pierwotnie swe źródło w rejonie dzisiejszej ulicy Strzeleckiej, na obszarze Browaru Zachodniego Lubusz, dalej płynął wzdłuż Strzeleckiej na północ, przez Park Sowińskiego, ulicę Licealną, między Wieżą Głodową a kościołem św. Jadwigi i dalej Batorego w kierunku Olchowej i Foluszowej do osiedla Przylep. 
Prawym dopływem Złotej Łączy jest wypływający z trzech źródeł - znajdujących się w Zielonej Górze, w tym dwóch na osiedlu Stary Kisielin - strumień Gęśnik; wpada do niej w północno-zachodniej części miasta - w Przylepie. Na dalszym biegu strumienia Łącza wprowadzane są do niego wody z oczyszczalni ścieków na osiedlu Łężyca.  W okolicy Czerwieńska do Łączy uchodzi kanał Strużyna.
Za Czerwieńskiem Łącza wpada do Zimnego Potoku (jest jego lewym dopływem), który w okolicach Krosna Odrzańskiego trafia do Odry (również z lewej strony).

## Jakość wód
Obecnie kanały podziemne prowadzą niewielkie ilości wody i są odbiornikiem ścieków jedynie z przelewów burzowych miejskiego kolektora ogólnospławnego. Na powierzchni ziemi strumień pojawia się dopiero w okolicach ulic Olchowej i Foluszowej, miejsce to uznawane jest obecnie za początek Złotej Łączy. Pomiary jakości wód wykonywane w pierwszych latach XXI wieku wskazują, że opuszcza ona miasto w III lub IV klasie zanieczyszczeń, choć zanieczyszczenia bakteriologiczne w miarę upływu lat rosły i sytuowały wody w klasie V. Dodatkowo nieuporządkowany stan gospodarki ściekowej na terenie wsi Przylep pogarsza stan jakości wód strumienia. 

## Historia

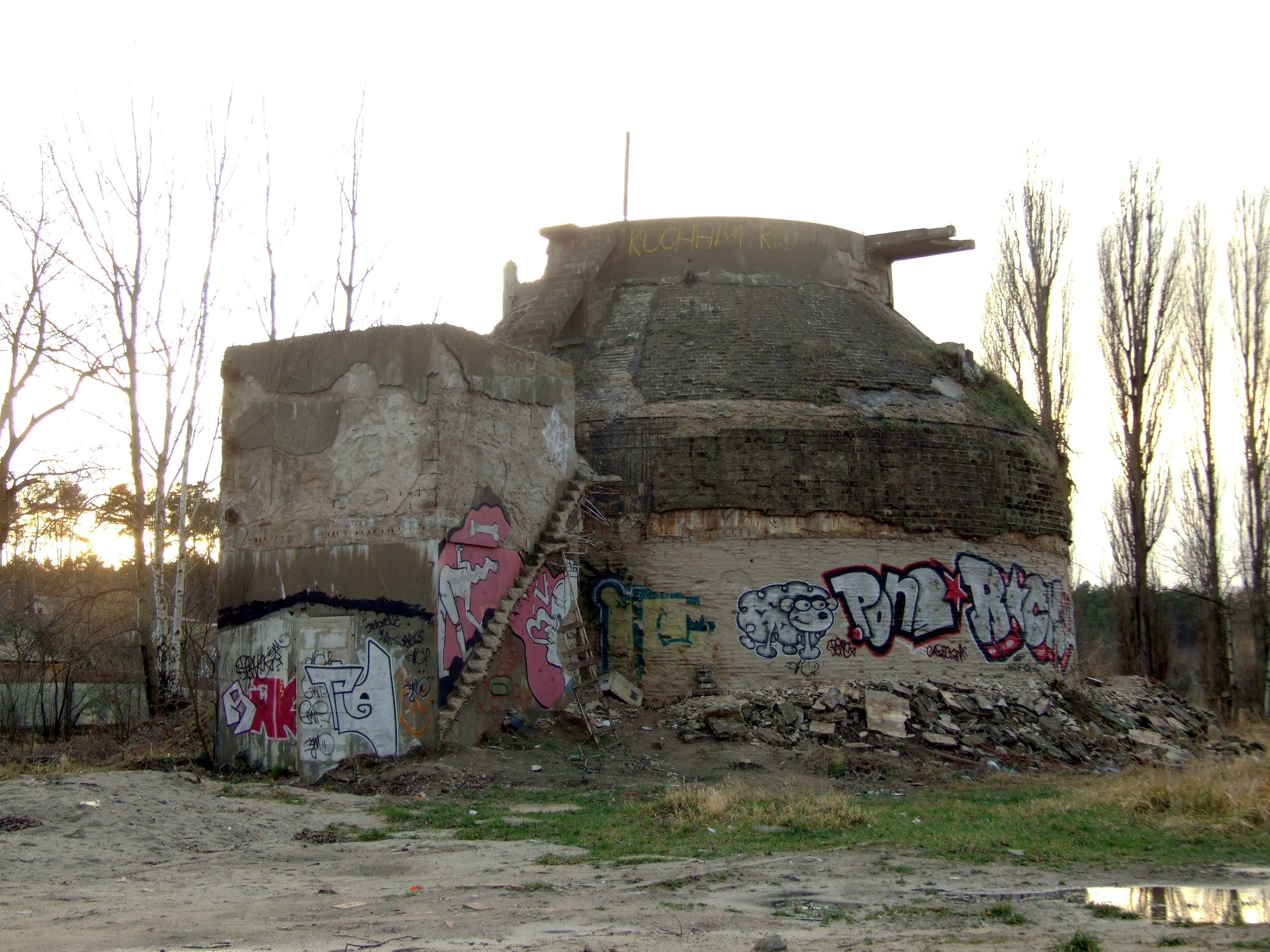
Ruiny przedwojennej oczyszczalni ścieków

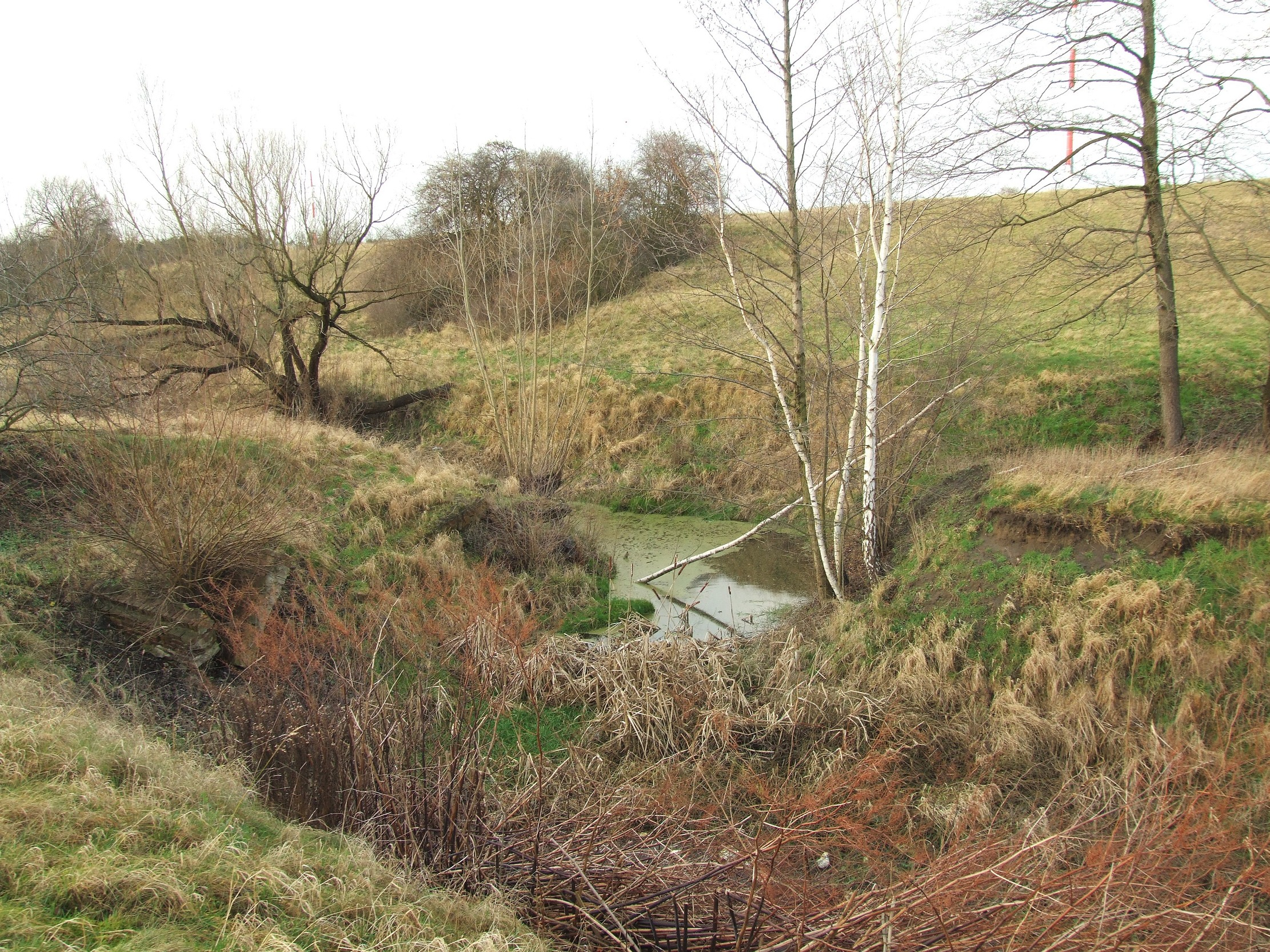
Dolina Złotej Łączy przy ulicy Foluszowej

W średniowieczu struga, mająca czystą wodę i wartki bieg, stanowiła zarówno źródło wody pitnej dla mieszkańców miasta, jak i źródło wody przemysłowej dla funkcjonujących tu farbiarni oraz źródło energii napędzającej folusze. Wypełniał też miejską fosę, choć tak fosa, jak pozostałe miejskie umocnienia nigdy w ciągu istnienia miasta nie były potrzebne. Od 1590 władze miasta miały obowiązek utrzymywania brzegów tak Złotej Łączy, jak i innych okolicznych rowów, przy czym obowiązek ten niekiedy częściowo cedowany był na rzemieślników. Przemysłowe wykorzystywanie strumienia przez kilkaset lat doprowadziło do degradacji jego wód, a i jego przepływ - na skutek wyczerpania źródeł i obniżenia poziomu wód podziemnych - znacznie zmalał. Płynące w strumieniu ścieki neutralizowano popiołem i torfem. W XIX wieku strumień jednak nie nadawał się już do wykorzystania jako źródło wody pitnej: kopano coraz głębsze studnie, aż w roku 1875 zaistniała konieczność udostępnienia uruchomionego już wcześniej, korzystającego z wód podziemnych, zielonogórskiego wodociągu miejskiego również odbiorcom prywatnym.
Pod koniec XIX i na początku XX wieku początkowy odcinek strumienia ujęto w podziemnych kanałach ogólnospławnych, które stanowiły miejski kolektor ściekowy. W roku 1934 uruchomiono w rejonie dzisiejszej ulicy Foluszowej nowoczesną mechaniczną oczyszczalnię ścieków na Złotej Łączy. Pracowała ona jedynie tylko do końca wojny, a krótko po 1945 wskutek nieumiejętnej eksploatacji uległa uszkodzeniu. W roku 1958 uruchomiono ją ponownie, pracowała do lat 70. Przez następne lata strumień Złota Łącza do czasu uruchomienia w Łężycy oczyszczalni ścieków (1998) odprowadzał ścieki z Zielonej Góry.

## Nazwa
Nazwę kanału przyjął zielonogórski festiwal muzyczny "Złota Łącza". Także nazwa kanału wykorzystało przedsiębiorstwo Spółki Wodno-Ściekowej "Łącza" na zielonogórskim osiedlu Łężyca.
Nazwę Łącza wprowadzono urzędowo w 1955 roku, zastępując poprzednią niemiecką nazwę Goldene Lunze Mühlgraben.